# MC2 France
MC2 France é uma empresa de software da França focada em jogos de aventura para video game. Surgiu através da fusão da Microïds e Wanadoo Edition realisada por Emmanuel Olivier. Em 2009 todas as licenças foram adquiridas pela Anuman Interactive, e atualmente a marca Microïds é utilizada.

## Microïds
Microïds foi fundada em 1985 por Elliot Grassiano. Nos seus primeiros anos, atuou como desenvolvedora, mas em 1995 expandiu-se para as áreas de publicação e distribuição de jogos.
Microïds é conhecida pelo desenvolvimento de jogos como Syberia, Syberia II, Post Mortem, Still Life, Far Gate e a série Nicky Boum.[carece de fontes?]
Em 23 de novembro de 2009, Anuman Interactive anunciou que tinham adquirido a marca e todas as licenças associadas da Microïds.